# Josef von Bergmann

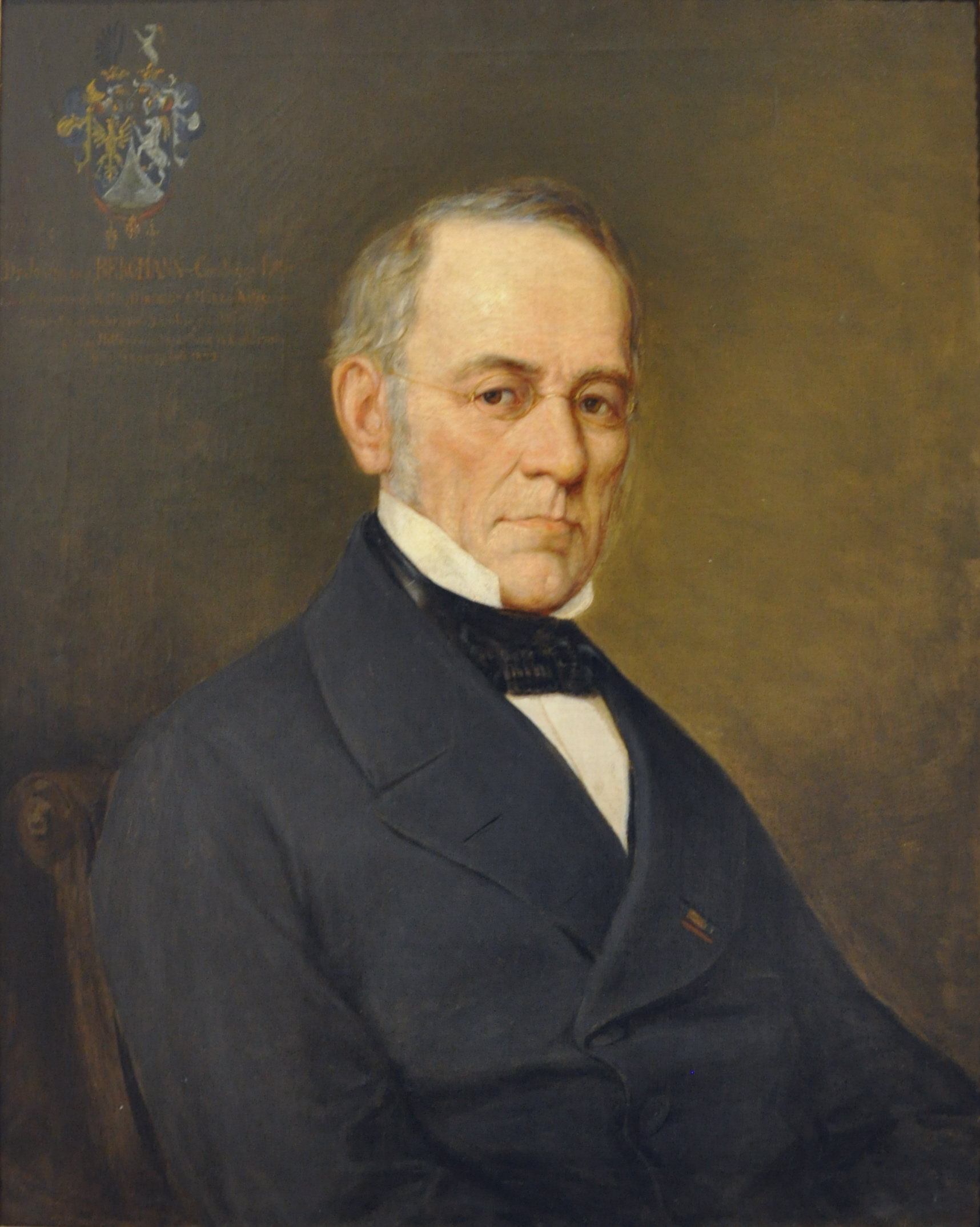
Josef von Bergmann

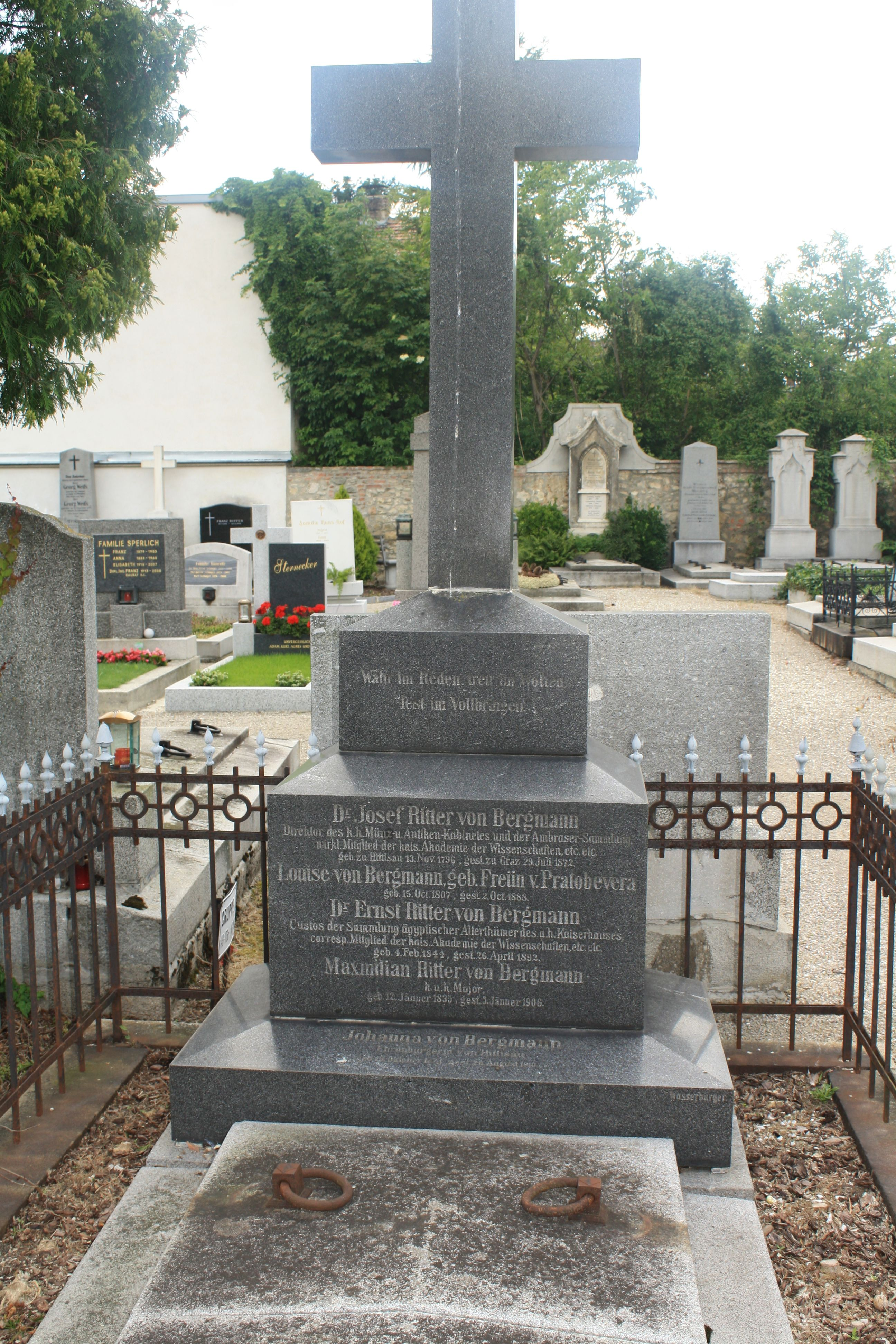
Familiengrab in Maria Enzersdorf

Josef Bergmann, ab 1866 Ritter von Bergmann, (auch Joseph Bergmann, * 13. November 1796 in Hittisau (Vorarlberg); † 29. Juli 1872 in Graz) war ein österreichischer Historiker, Philologe und Numismatiker.

## Leben, Ausbildung und Beruf
Joseph Bergmann wurde in eine arme Handwerkerfamilie in Hittisau hineingeboren und konnte mit Unterstützung des Kaplans von Hittisau das Gymnasium in Feldkirch besuchen.
Joseph von Bergmann studierte dann an der Universität Wien Rechtswissenschaften und Philologie. Im Jahr 1826 begann er als Gymnasiallehrer in Cilli. Ab 1828 war als Nachfolger von Alois Primisser Kustos am Münz- und Antikenkabinett der Ambraser Sammlung in Wien, die heute zum Kunsthistorischen Museum gehört. 1863 wurde er Direktor des Münz- und Antikenkabinetts.
Josef von Bergmann war in erster Ehe (1828–1839) mit Maria Pratobevera, einer Tochter des Vizepräsidenten des Appellationsgerichtes Wien, Carl Joseph Pratobevera, verheiratet. In zweiter Ehe heiratete er ihre Schwester Luise.
In den Jahren 1831 bis 1844 war er auch als Lehrer der Söhne von Erzherzog Karl in Geschichte und Latein tätig. 1853 wurde er deren Vertreter in der k.k. Central-Commission zur Erforschung und Erhaltung der Baudenkmale. Er wurde zum Regierungsrat ernannt und erhielt die Ehrendoktorwürde der Universität Wien.
Begraben ist er auf dem Romantikerfriedhof Maria Enzersdorf. Sein Sohn war der Ägyptologe Ernst von Bergmann (1844–1892).
Zeitlebens blieb Bergmann mit Vorarlberg verbunden und gilt als „Vater der Geschichtsschreibung in Vorarlberg“. Er war auch ein Förderer von Franz Michael Felder. Nachdem Vorarlberg 1861 ein eigenständiges Kronland geworden war, entwarf Bergmann das erste Landeswappen.
Zum 150-jährigen Todestag werden vom 1. bis 3. Juli 2022 mehrere Veranstaltungen in Hittisau stattfinden, unter anderem im  Ritter von Bergmann Saal.

## Mitgliedschaften
- Seit 1848 wirkliches Mitglied der Wiener Akademie der Wissenschaften.[1]
- Seit 1857 auswärtiges Mitglied der Bayerischen Akademie der Wissenschaften.[2]

## Veröffentlichungen (Auswahl)
- Untersuchungen über die freyen Walliser oder Walser in Graubünden und Vorarlberg. Mit einigen diese Gebiete betreffenden historischen Erläuterungen. Carl Gerold, Wien 1844, (Digitalisat; eine der frühesten Studien über die Herkunft der Walser[3]).
- Medaillen auf berühmte und ausgezeichnete Männer des Oesterreichischen Kaiserstaates vom XVI. bis zum XIX. Jahrhundert. 2 Bände. Tendler & Schaefer u. a., Wien 1844–1857, (Digitalisat Bd. 1, Digitalisat Bd. 2),
- Uebersicht der kaiserlich-königlichen Ambraser-Sammlung (im untern k. k. Belvedere) nach ihrer dermaligen Aufstellung. Hof- und Staats-Druckerei, Wien 1846, (Digitalisat).
- unter dem Pseudonym „Arolan“: Die Privilegien der k.k. landesfürstlichen Stadt Radkersburg. In: Österreichische Blätter für Literatur und Kunst 3, 1846.
- Die Reichsgrafen von und zu Hohenembs in Vorarlberg (= Akademie der Wissenschaften, Philosophisch-Historische Klasse. Denkschriften. 11, 1, ISSN 1012-4861). Hof- und Staatsdruckerei, Wien 1861, (Digitalisat).
- Landeskunde von Vorarlberg. Wagner, Innsbruck u. a. 1868, (Digitalisat).
- eine große Zahl weiterer Abhandlungen aus dem Gebiet der Geschichte, Philologie und Numismatik (hauptsächlich über Tirol und Vorarlberg)
- als Herausgeber: verschiedene mittelhochdeutsche Gedichte

## Nachweise
1. 1 2 3 4 5  Beilage: Blickpunkt.Bregenzerwald zu den Vorarlberger Nachrichten vom 24. Juni 2022, S. 20.
2. ↑  Mitgliedseintrag von Joseph Ritter von Bergmann bei der Bayerischen Akademie der Wissenschaften, abgerufen am 4. Jänner 2017.
3. ↑  Ulrich Nachbaur: „Ob die Sage alt und ächt“ – Historische Anmerkungen zum Walserbewusstsein. In: „Wir Walser“. 51. Jahrgang, Nr. 2, 2013 (Volltext als PDF auf den Webseiten des Vorarlberger Landesarchivs).

| Personendaten    | Personendaten                                                                         |
| ---------------- | ------------------------------------------------------------------------------------- |
| NAME             | Bergmann, Josef von                                                                   |
| ALTERNATIVNAMEN  | Bergmann, Joseph; Bergmann, Josef Ritter von (vollständiger Name); Arolan (Pseudonym) |
| KURZBESCHREIBUNG | österreichischer Historiker                                                           |
| GEBURTSDATUM     | 13. November 1796                                                                     |
| GEBURTSORT       | Hittisau (Vorarlberg)                                                                 |
| STERBEDATUM      | 29. Juli 1872                                                                         |
| STERBEORT        | Graz                                                                                  |